# Ravi Kumar Dahiya
Ravi Kumar Dahiya (n. 12 decembrie 1997, Nahri⁠(d), Rohtak division⁠(d), Haryana, India) este un luptător ce a reprezentat India, medaliat olimpic. A participat la o ediție a Jocurilor Olimpice (2020) în care a câștigat o medalie de argint.